# Li Jitong
Li Jitong (también romanizado como Tsi-tung Li, en chino tradicional, 李繼侗; en chino simplificado, 李继侗; Xinghua, 24 de agosto de 1897 – Hohhot, 12 de diciembre de 1961) fue un botánico chino y académico de la Academia China de las Ciencias. 

## Biografía
Li Jitong nació en 1897, en Xinghua, en la provincia de Jiangsu. Pasó su infancia en su ciudad natal y en 1912 fue admitido en la escuela secundaria que la YMCA tenía en Shanghái, dos años más tarde estudió en la escuela secundaria de la Universidad de St. John. Donde se graduó en 1916 y luego se inscribió en la Universidad de St. John. Pero debido a las altas tasas de matrícula que tenía la Universidad, se vio obligado a trasladarse a la Universidad de Nankín para estudiar silvicultura donde se graduó en 1921.
Después de graduarse, recibió fondos del gobierno para mudarse a los Estados Unidos y se inscribió en la Escuela Forestal de Yale. Donde se graduó en 1923 con un título de maestría. En 1925, se doctoró con una tesis doctoral sobre «La temperatura del suelo según la influencia de la cubierta forestal».
Después de graduarse, regresó a enseñar en la Universidad de Nankín y en 1926, se trasladó a la Universidad de Nankai en Tianjin, para dar clases en el Departamento de Biología. En 1929 se trasladó a la Universidad de Tsinghua, donde se convirtió en profesor. Ese mismo año publicó un artículo sobre los efectos transitorios de la fotosíntesis en el volumen 43 de la revista científica Annals of Botany.
Tras el estallido de la segunda guerra chino-japonesa, se trasladó a Yunnan con la Universidad de Tsinghua. Durante su estancia en Yunnan, fue profesor en la Universidad Nacional Asociada del Suroeste y en 1946 regresó a Pekín con la Universidad de Tsinghua. En 1952, la reorganización de la facultad nacional condujo a la fusión del Departamento de Biología de la Universidad de Tsinghua y el Departamento de Biología de la Universidad de Pekín, lo que le permitió impartir clases en esta última universidad. Fue elegido miembro de la Academia China de las Ciencias en la década de 1950 y en 1957, asumió el puesto de vicepresidente de la Universidad de Mongolia Interior en Hohhot.
Murió el 12 de diciembre de 1961 en Hohhot debido a una enfermedad.